# Zoysia minima
Zoysia minima är en gräsart som först beskrevs av John William Colenso, och fick sitt nu gällande namn av Victor Dmitrievich Zotov. Zoysia minima ingår i släktet Zoysia och familjen gräs. Inga underarter finns listade i Catalogue of Life.